# Qualcomm
Qualcomm Incorporated là một công ty bán dẫn toàn cầu của Mỹ chuyên thiết kế và tiếp thị các sản phẩm và dịch vụ viễn thông không dây, có trụ sở tại San Diego, California, Mỹ, với có 157 văn phòng trên toàn thế giới.
Qualcomm đã đặt văn phòng tại Việt Nam từ năm 2003. 
Năm 2020 Qualcomm  xây dựng trung tâm R&D đầu tiên tại Việt Nam và khu vực Đông Nam Á để mở rộng sản xuất chipset 5G...
Công ty mẹ là Qualcomm Incorporated (Qualcomm), trong đó bao gồm Licensing Division Qualcomm Technologies (QTL). Công ty con thuộc Qualcomm sở hữu toàn bộ, Qualcomm Technologies, Inc (QTI), đảm trách gần như tất cả các hoạt động nghiên cứu và phát triển của Qualcomm, cũng như các sản phẩm và dịch vụ kinh doanh của mình, bao gồm cả doanh nghiệp bán dẫn của nó, Qualcomm CDMA Technologies. Trong tháng 11 năm 2014, Qualcomm CEO Steven Mollenkopf công bố tại cuộc họp ngày phân tích hàng năm của công ty được tổ chức tại Thành phố New York rằng công ty đang có kế hoạch nhắm vào thị trường trung tâm dữ liệu với các chip máy chủ mới dựa trên công nghệ ARM và có kế hoạch thương mại hóa sản phẩm này cuối năm 2015.

## Lịch sử
Qualcomm đã được thành lập vào năm 1985 bởi cựu sinh viên MIT và là giáo sư đại học UC San Diego Irwin M. Jacobs, cựu sinh viên USC MIT Andrew Viterbi, Harvey White, Adelia Coffman, Andrew Cohen, Klein Gilhousen, và Franklin Antonio. Jacobs và Viterbi trước đây đã thành lập Linkabit. Sản phẩm và dịch vụ đầu tiên của Qualcomm bao gồm định vị vệ tinh và tin nhắn dịch vụ OmniTRACS, được sử dụng bởi các công ty vận tải đường dài, được phát triển từ một sản phẩm gọi là Omninet thuộc sở hữu của Parviz Nazarian và Neil Kadisha, và mạch tích hợp chuyên dụng cho thông tin vô tuyến kỹ thuật số như một bộ giải mã Viterbi.